# Alcuí de York
Alcuí de York (anglès antic: Ealhwine)  (York, c. 740 - Tours, 19 de maig de 804) va ser un savi i religiós anglès. Fou un dels principals amics i consellers de Carlemany i un dels promotors de la renaixença carolíngia del segle viii. Va estar al davant de l'Escola Palatina, l'escola més gran de l'Imperi carolingi. Va dur a terme diferents reformes per tal de dotar una identitat europea que s'assentava damunt de la civilització antiga i de diverses herències aràbigues.

## Biografia
Era originari de Northumbria, fill d'una família de classe mitjana que controlava algunes terres a la banda nord de l'estuari del riu Humber, tocant al cap de Spurn, Va estudiar teologia a l'escola episcopal de York, sota la direcció d'un deixeble de Beda el Venerable, Aelbert, que en va esdevenir el mestre. Fou director de l'Escola de York des del 767.
L'any 781, el rei Ælfwald II va enviar Alcuí a Roma per a sol·licitar al Papa la confirmació oficial de la condició d'arquebisbat de York i per a confirmar l'elecció del nou arquebisbe, Eanbald I. De retorn cap a York, va trobar Carlemany a Parma i va decidir acceptar-li l'oferta de dirigir l'escola palatina d'Aquisgrà el 782. Des de llavors, fou un dels mestres pensadors del món franc, europeu i un dels promotors de la renaixença intel·lectual, fixant la seva residència a la cort d'Aquisgrà, que només va abandonar en dues ocasions quan va retornar a York: el 786 i durant el període 790-793.
Va prendre part en els concilis principals de l'època, com el de Frankfurt l'any 794, i es va mostrar molt combatiu contra l'adopcionisme, concretament contra un dels seus màxims impulsors: el bisbe català Fèlix d'Urgell. Va participar en la reforma de la litúrgia i en particular de la revisió dels llibres com el Lectionarium i el Sacramentarium gregorians. Va organitzar l'ensenyament necessari per a la formació de les futures elits administratives de l'imperi i de l'Església catòlica. Va portar a terme un programa d'ensenyament amb una base de la lectura i l'escriptura, organitzant-lo en les set arts liberals (trivium i quadrivium).
Alcuí va figurar en les reunions de l'acadèmia Palatina, on els grans membres de la cort debatien sota la presidència del rei, anomenat David, d'Alcuí que es feia dir Horaci i de Teodulf d'Orleans que es feia dir Píndar.

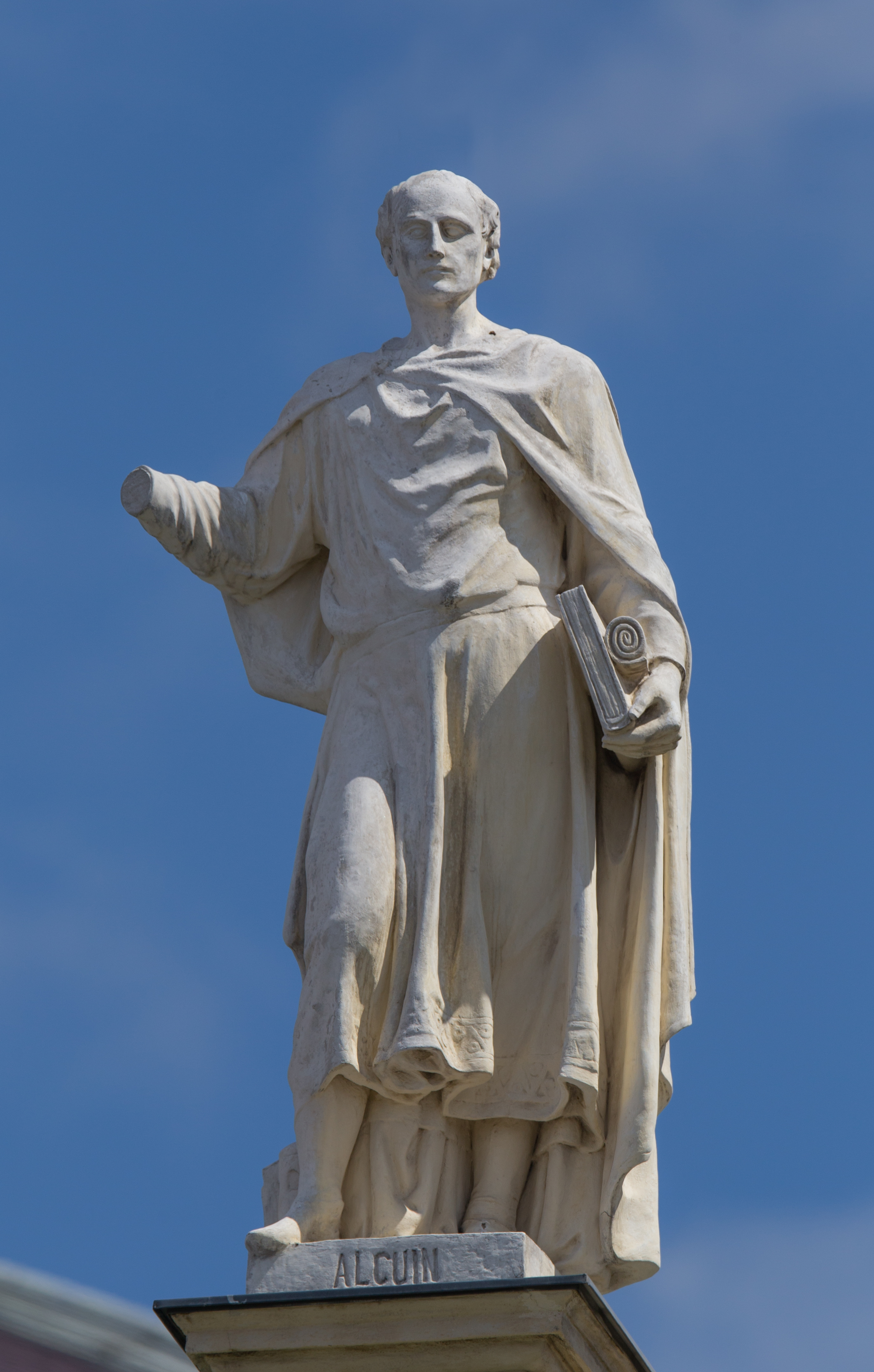
Alcuí, figura a la teulada del Museu d'Història de l'Art, Viena

Abat de Sant Martí de Tours el 796, s'hi va instal·lar el 801 i en va fer un centre del renaixement carolingi. En estretes relacions epistolars amb Carlemany i amb els principals personatges del seu temps, va continuar fins a la mort exercint un veritable magisteri intel·lectual en l'imperi. Aquí va fundar una acadèmia de filosofia i de teologia molt innovadora que va ser un precedent de la universitat i un centre de producció de manuscrits molt important.
Alcuí va morir el 19 de maig de 804 a Tours a l'edat de 74 anys, després d'una vida austera i dedicada a l'estudi.

## Obra
Alcuí va deixar nombroses obres, molt diverses, sobretot tractats de pedagogia i de teologia. De la seva activitat literària, n'han quedat uns poemes llatins, una Bíblia corregida, i el famós Capitularium de Villis, tot i que encara se'n posa en dubte l'autoria.

### Bíblia corregida
Alcuí, per la seva formació, va preparar una Bíblia corregida, segurament sota les ordres directes de Carlemany.

### ElCapitularium de villis
Més concretament Capitulare de villis vel curtis imperii (ou imperialibus), anomenat Capitularium de villis. És un ordenament sorgit de Carlemany que disposa diverses regles i observances als governadors (Villici) i als dominis (Villae/Villis). No és, com s'ha dit, simples recomanacions, sinó que són regles molt estrictes per ser respectades escrupolosament, sota la pena de sancions dures (multes, revocació, presó...), ja que el text és un recull d'ordenament reial i l'aplicació concreta serà controlada en el terreny pels missi dominici, els enviats del senyor.

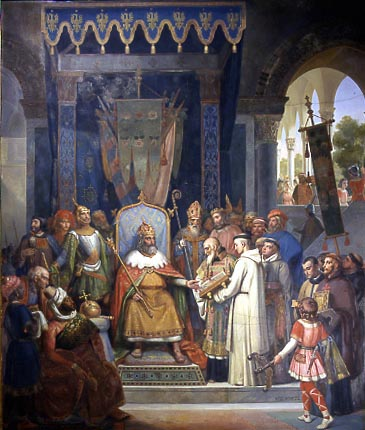
Alcuí lliura uns manuscrits a Carlemany per Victor Schnetz (1830) (París, Museu del Louvre).

## Ensenyament
Alcuí va ser un promotor de l'ensenyament de les arts liberals. L'estructura de les set arts, el trivi i el quadrivi, va sorgir amb Marcià Capel·la al segle vi, Cassiodor va desenvolupar el trivi i Boeci el quadrivi. Va ser Beda el Venerable qui va transmetre a Occident en l'alta edat mitjana les arts liberals tal com es coneixen avui en dia. Alcuí va promocionar l'aparició de tallers de còpia (scriptorium) que van permetre la difusió de textos sagrats i profans, de l'antiguitat romana.